# Otto J. Wolff
Otto J. Wolff serviu como secretário interino de Comércio dos Estados Unidos na administração do presidente Barack Obama. Wolff anteriormente serviu no governo do ex-presidente George W. Bush como diretor financeiro do Departamento de Comércio, supervisionando o seu orçamento de 5,6 bilhões de dólares.